# Басурмани
Басурма́ни (рос. Басурманы, чув. Пăсăрман) — присілок у Чувашії Російської Федерації, у складі Орінінського сільського поселення Моргауського району.
Населення — 96 осіб (2010; 106 в 2002, 127 в 1979; 145 в 1939, 112 в 1926, 151 в 1906, 127 в 1858). Національний склад — чуваші, росіяни.

## Історія
Історична назва — Басурман. Утворився як виселок села Архангельське (Орініно). До 1866 року селяни мали статус державних, займались землеробством, тваринництвом, виробництвом шерсті. 1911 року відкрито земську школу. 1931 року створено колгосп «Аврора». До 1920 року присілок перебував у складі Акрамовської волості Козьмодемьянського, до 1927 року — у складі Чебоксарського повіту. 1927 року присілок переданий до складу Татаркасинського, 1939 року — до складу Сундирського, 1944 року — до складу Моргауського, 1959 року — повернуто до складу Сундирського, 1962 року — до складу Чебоксарського, 1964 року — до складу Моргауського району.

## Господарство
У присілку діють фельдшерсьо-акушерський пункт та магазин.